# Halichoeres chierchiae
Halichoeres chierchiae is een  straalvinnige vissensoort uit de familie van lipvissen (Labridae). De wetenschappelijke naam van de soort is voor het eerst geldig gepubliceerd in 1948 door Di Caporiacco.
De soort staat op de Rode Lijst van de IUCN als niet bedreigd, beoordelingsjaar 2007. De omvang van de populatie is volgens de IUCN stabiel.